# 멋진 징조들
멋진 징조들(원제 : Good Omens: The Nice and Accurate Prophecies of Agnes Nutter, Witch)는 세계 판타지상 장편 부문 후보에 오른 바 있는 테리 프래쳇과 닐 게이먼이 공동으로 지은 판타지 소설이다. 대한민국에는 2003년 시공사에서 출간되었고 번역은 이수현이 맡았다.
이 책은 희극적 요소와 1976년 영화 오멘(다른 장르의 영화와 책들도 다 포함)을 비슷하게 패러디해 놓은 것으로, 아마겟돈을 불러올 적그리스도와, 자신들의 익숙하고 편안한 인간 세상을 지키기 위해 거기에 대항하는 천사 아지라파엘과 크롤리의 내용을 담고 있다. 부차적 줄거리에선 묵시록의 4기사의 회합이 나오는데, 여기엔 전쟁, 기근, 오염(역병은 1936년 페니실린이 발견된후 은퇴하였음), 디스크월드의 죽음이 등장한다.

### 다른 언어로의 번역
- Dobri predznaci: Fina i točna proročanstva Agnes Nutter, vještice (크로아티아어)
- Добри поличби (불가리아어)
- 好預兆 (번체)
- 好兆头 (간체)
- Dobrá znamení (체코어)
- Hoge Omens: de oprechte en secure voorspellingen van Agnes Nutter, een heks (네덜란드어)
- Head ended (에스토니아어)
- Hyviä enteitä eli Agnes Nutterin hienot ja oikeat ennustukset (핀란드어)
- De bons présages (프랑스어)
- Ein gutes Omen (독일어)
- בשורות טובות: נבואותיה הנחמדות והמדויקות של אגנס נאטר, מכשפה (히브리어)
- Elveszett Próféciák (헝가리어)
- Buona Apocalisse a tutti! (이탈리아어)
- Dobry Omen (폴란드어)
- Belas Maldições: As Belas e Precisas Profecias de Agnes Nutter, Bruxa (브라질식 포르투갈어)
- Bons Augúrios (포르투갈어)
- Semne bune (루마니아어)
- Добрые предзнаменования (러시아어)
- Dobra predskazanja (세르비아어)
- Buenos Presagios, las buenas y ajustadas profecias de Agnes la Chalada, profetisa (스페인어)
- Goda Omen (스웨덴어)
- Bir Kıyamet Komedisi (튀르키예어)